# Otsego Hall

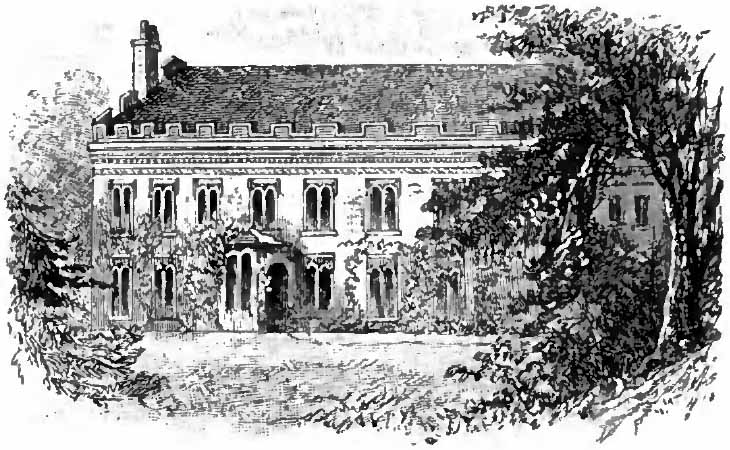
Zeichnung des Gebäudes nach dem Umbau von 1834

Otsego Hall war ein Herrenhaus in Cooperstown (New York). Von 1834 bis zu seinem Tode 1851 war es der Wohnsitz des Schriftstellers James Fenimore Cooper.
William Cooper, der Vater des Schriftstellers James Fenimore Cooper, erwarb 1786 Land am Otsego Lake von George Croghan. Auf diesem gründete die Siedlung Cooperstown und begann 1796 mit dem Bau von Otsego Hall als Wohnsitz für seine Familie. Das im Federal Style gestaltete Gebäude wurde 1799 fertiggestellt und galt viele Jahre lang als das größte Haus westlich von Albany (New York). Nach dem Tode William Coopers 1809 stand das Haus für einige Jahre leer, bis James Fenimore Cooper es 1834 im neugotischen Stil renovierte und zu seinem Wohnsitz machte. Bei dieser Umgestaltung des Hauses ließ er sich von dem mit ihm befreundeten Maler und Erfinder Samuel F. B. Morse beraten. 1853, zwei Jahre nach dem Tode James Fenimore Coopers, wurde Otsego Hall durch ein Feuer zerstört, seine Tochter Susan Fenimore Cooper nutzte die Ruine als Baumaterial für ein neues Haus, das sie sich in Cooperstown errichtete. An der Stelle, an der sich Otsego Hall befand, steht seit 1940 ein Denkmal für James Fenimore Cooper.